# South Bedfordshire
South Bedfordshire was een Engels district in het graafschap Bedfordshire en telde 112.637 inwoners (2001). De oppervlakte bedraagt 212,8 km².
Van de bevolking is 13,9% ouder dan 65 jaar. De werkloosheid bedraagt 2,4% van de beroepsbevolking (cijfers volkstelling 2001).

## Plaatsen in district South Bedfordshire
- Dunstable
- Eaton Bray
- Leighton Buzzard